# Чикаго Ред Старз
«Чикаго Ред Старз» (англ. Chicago Red Stars) — женский футбольный клуб, выступающий в Национальной женской футбольной лиге (NWSL, США). Основан в 2008 году, двукратный финалист плей-офф любительской Женской футбольной Премьер-лиги (2011, 2012) и NWSL (2019, 2021). Домашняя арена — «Ситгик Стэдиум» (Бриджвью, Иллинойс), основной владелец с сентября 2023 года — Лора Риккеттс.

## История
Клуб получил название в июне 2008 года в честь символов на флаге Чикаго — красных звёзд, отмечающих важнейшие события в истории города. Первым президентом новой команды стал Питер Уилт, до этого возглавлявший шоубольную команду «Чикаго Пауэр» и клуб MLS «Чикаго Файр». В преддверии первого сезона лиги Women’s Professional Soccer в качестве главного тренера была приглашена Марша Макдермотт, ранее тренировавшая клуб Женской объединённой футбольной ассоциации «Каролина Кураж», а в состав команды вошли футболистки сборной США Карли Ллойд, Меган Рапино и Линдси Тарпли, а также бразильянка Кристиане и английская полузащитница Карен Карни.
В WPS «Красные звёзды» провели два сезона, но в конце 2010 года покинули лигу из-за проблем с финансированием и юридическим статусом названия; последний вопрос был успешно решён, и название за клубом сохранилось, но в 2011 году он вместо WPS был вынужден выступать в любительской Женской футбольной Премьер-лиге (WPSL). В этом турнире команда выступила успешно, дойдя до финала плей-офф с балансом побед и поражений 11-1. В финальной игре против «Ориндж Каунти Уэйвз» клуб из Чикаго проигрывал 1:0 до 88-й минуты, когда полузащитница Джули Юинг сравняла счёт. В дополнительное время команда из Калифорнии сумела вырвать победу после гола MVP лиги Тани Тейлор.
В 2011 году WPS распалась, и её игрокам пришлось выбирать между отъездом в Европу и неоплачиваемыми выступлениями в любительских лигах США. На 2012 год в WPSL был выделен «элитный» эшелон WPSLE, к которому присоединились несколько бывших клубов WPS с востока страны и Среднего Запада. В этом сезоне «Чикаго Ред Старз» повторили прошлогодний успех, во второй раз подряд пробившись в финал, на этот раз после победы со счётом 3:1 над другой бывшей командой WPS «Бостон Брейкерс». В финале они также встречались с выходцами из WPS — «Уэстерн Нью-Йорк Флэш». Чикагская команда вела в счёте всю вторую половину игры благодаря мячу, забитому перед перерывом Эшли Элленвуд, но пропустила гол в добавочное время — у соперниц отличилась защитница Тони Прессли. Дополнительное время не принесло преимущества ни одной из команд, а в серии пенальти «Флэш» оказались лучше, победив 5:3.
С формированием в 2013 году новой профессиональной Национальной женской футбольной лиги «Ред Старз» стали одной из первых команд в её составе. После того, как в первых двух сезонах чикагскому клубу не удавалось попасть в плей-офф, начиная с 2015 года он стал постоянным участником полуфиналов. В 2015 году команда заняла второе место в регулярном сезоне, но не сумела реализовать преимущество домашнего поля и проиграла в полуфинале в Чикаго со счётом 0:3 будущим чемпионкам «Канзас Сити». На следующий год «Красные звёзды» завершили сезон на третьем месте и уступили в полуфинале в гостях «Вашингтон Спирит» в дополнительное время со счётом 1:2 (победный гол забила Франциска Ордега).
После четырёх подряд поражений в полуфинале «Ред Старз» впервые за историю выступлений в NWSL пробились в финал плей-офф в 2019 году, заняв второе место в регулярном сезоне и победив в полуфинале со счётом 1:0 «Портленд Торнс». Единственный гол забила на 9-й минуте Сэм Керр, лучший бомбардир лиги в регулярном сезоне. В финале, однако, «Чикаго» ни разу не удалось поразить ворота команды «Норт Каролина Кураж», отметившейся четырьмя безответными голами.
Регулярный сезон NWSL в 2020 году был отменён из-за пандемии COVID-19, но «Ред Старз» дошли до финала в Кубке вызова — укороченном турнире, прошедшем в весенние месяцы. Там они проиграли со счётом 0:2 «Хьюстон Дэш», неожиданно добившимся успеха после 7-го места в сезоне 2019 года. В сезоне 2021 года «Чикаго» пробились в финал третий раз подряд. В финальной игре против «Вашингтон Спирит» они потеряли капитана, Ванессу ди Бернардо, уже на 13-й минуте из-за травмы. Несмотря на это, «Ред Старз» повели в счёте после гола Рейчел Хилл. Удержать преимущество до конца команде не удалось: «Вашингтон» отыгрался с пенальти, а затем победил в дополнительное время.
По ходу сезона 2022 года, когда специальная комиссия опубликовала доклад о системных злоупотреблениях по отношению к игрокам NWSL, футболистки «Чикаго» составили коллективное письмо к совету директоров клуба с требованием смены его основного владельца Арнима Уислера. В сентябре следующего сезона основной пакет акций клуба приобрела группа инвесторов во главе с Лорой Риккеттс. Общая стоимость сделки составила 60 млн долларов, из которых 35 миллионов получил предыдущий владелец и 25 предназначались для немедленных инвестиций в команду.

## Основные достижения
- Женская футбольная Премьер-лига — финал (2011, 2012)
- Национальная женская футбольная лига — финал (2019, 2021), финал Кубка вызова (2020)